# バボちゃん
バボちゃんは、フジネットワーク参加各局が放送するバレーボール大会のマスコットキャラクター。
フジテレビが中継するバレーボール大会等で登場するほか、大会会場や、フジテレビのスポーツ報道番組のバレーボールコーナーにおいて、着ぐるみで登場することがある。

## 特徴
- ボールに目と手・足があるだけという、単純な形態をしている。手足の可動域が狭いことは、対照的な動き（表現力）が可能なバボドコロ（後述）が2015年に誕生する経緯の一つにもなった。
- 表情の変化は乏しいが、ウインクをすることが可能である。
- アニメーション画像でアタックをするときなど目が少し変わることがある。
- 丸顔（体型も含め）の人のニックネームとして使われることが多い。
- 1月に行われる全日本バレーボール高等学校選手権大会の開会式ではピンク色と水色のバボちゃんが最初に入場するのは恒例となっている。

元祖バボちゃん
- 初期は、目の周囲が、白目部分のような細い縁取りになっており、目の光反射も現在と異なっていた。
- 手足の付いている位置も違っていた（手足は今より真上と真下から生えていた。足は今より外側から出ているのでガニマタ）[8]。
- 現在のように立体的ではなく、姿勢は「正面向き」のみであった。

バボドコロ
- 『めちゃ×2イケてるッ!』（2015年5月9日放送）とのコラボレーションにより誕生したキャラクター。バボちゃん2号という位置づけ。お笑い芸人のトミドコロが、バボちゃん（ピンク）の顔のマスクと赤い手袋・ブーツを着用し、左胸に名札を付けて扮している。ワールドカップバレー公認キャラクター「バボドコロ」として（本家のバボちゃんと一緒に）活動することが決定した（それ以前の5月13日のヤクルト戦の始球式[9] やワールドリーグ[10] にも登場）。2016年のリオデジャネイロオリンピックバレーボール世界最終予選でも会場で応援をした[11][12]。

## 歴史
- 1977年に日本で初めて開催された第3回ワールドカップで初登場した。当初は紅白の2色で、赤いほうをバボちゃん、白いほうをナナちゃん（開催年に由来）と呼んでいた。
- 生みの親は『およげ!たいやきくん』なども手がけたデザイナーの田島司で、「とにかくユニークに」という発注を受け、3日3晩寝ずに考えた末に生み出されたという[13][14]。
- 1985年には、体に「Volley Ball」の文字が入っていた[15][16]。
- 1980年代には、春高バレーやワールドカップ放送時期限定で、フジテレビ系のアニメなどの番組終了のテロップが出る際、"終"、"END"の隣に必ずバボちゃんのスーパーがついていた。
  - 春高バレーやワールドカップ放送時期限定でプロ野球ニュースのキャスター席にバボちゃんが置かれていた。
- 2003年に、日本各地や世界各国に名産品を持ったり、建築物などを付けたご当地バボちゃん・国別バボちゃん（各国バボちゃん）[17] が誕生（例：イタリアのバボちゃんは頭にピザを乗せてパスタを巻いたフォークを持っている）。以降の大会でも、国別バボちゃんは特設サイトなどで登場している[18][19]。
- 2007年の放送では、地球儀バボちゃんがスタジオセットに置かれていた[15]。
- 2010年には、ビーチバレーバージョンのビーチ・バボちゃんが誕生。日焼けをしてサンバイザーを着用した姿をしており、ビーチバレーJBVツアーに登場する[20]。
- 2014年12月29日、長野市のビッグハットで行われたフィギュアスケートのエキシビション「ニチレイ presents オールジャパン メダリスト・オン・アイス2014」の開演前に、フジテレビ社員で元フィギュア選手の中野友加里がバボちゃんに扮して、スケーティングを披露した。翌2015年のワールドカップのPR活動の一環[21]。
- 2015年8月のワールドカップでは、産経新聞のラテ欄の放送時間部分に、ピンク色の背景でバボちゃんが描かれた。
- それに先駆けて6月、大相撲力士の富士東（四股名に「富士（フジ）」が入り、家族も所属の玉ノ井部屋もバレーボール好き）に、バボちゃんをあしらったピンク色の化粧まわしがフジテレビから贈呈された[22]。
- バボChannet（バボちゃんネット） のトップには、3体のバボちゃんが描かれていた時期もあった（目玉マークのあるTVカメラを左肩にかついだ後ろ姿のもの、ラッパを左手に持って吹いている若干上向きのもの、チアリーダー風の黄色いポンポンを両手に持って左足を上げているもの）。
- フジテレビでPRIDE中継を行っていた頃には、ワールドグランプリ放送時期になるとコーナーポストに「FUJI NETWORK SPORT」ロゴと併せてバボちゃんが使われていた。

## ご当地バボちゃんとモチーフ
FNSの加盟局ごとに存在（フジテレビの「ノーマルバボちゃん」を含めて計28種）し、「FNS春高バレーコーチングキャラバン」などで登場している。2019年には全都道府県47種類がデザインされ、ステッカーが発売される。
また、フジテレビe!ショップ（2009年時点）でも商品展開されている。
| 放送局                                  | モチーフ                   | 色                               | 数      | 備考                                 |
| --------------------------------------- | -------------------------- | -------------------------------- | ------- | ------------------------------------ |
| 北海道文化放送                          | 「雪だるま」               |                                  |         |                                      |
| 岩手めんこいテレビ                      | 「わんこそば」             |                                  |         |                                      |
| 仙台放送                                | 「伊達政宗」               |                                  |         | 別名：バボ政宗、馬に乗っている       |
| 秋田テレビ                              | 「竿燈」                   |                                  |         |                                      |
| さくらんぼテレビジョン （山形）         | 「さくらんぼ」             | 赤                               | 2体ペア |                                      |
| 福島テレビ                              | 「白虎隊」                 |                                  |         |                                      |
| フジテレビジョン （関東広域圏）         | 「ノーマルバボちゃん」     |                                  |         |                                      |
| フジテレビジョン （関東広域圏）         | 「ヨット」                 |                                  |         | ワールドカップ2019 横浜会場          |
| NST新潟総合テレビ                       | 「案山子と朱鷺と稲穂」     |                                  |         |                                      |
| 長野放送                                | 「りんご」                 |                                  | 2体ペア | 赤いりんごと青りんごのかぶりもの     |
| テレビ静岡                              | 「富士山」                 |                                  |         |                                      |
| 富山テレビ放送                          | 「ホタルイカ」             |                                  |         |                                      |
| 石川テレビ放送                          | 「雪吊り」                 |                                  |         | 兼六園にちなんだモチーフ             |
| 福井テレビジョン放送                    | 「カニとメガネ」           |                                  |         | 鯖江市はメガネフレームの生産量日本一 |
| 東海テレビ放送 （中京広域圏）           | 「エビフライ」             |                                  |         |                                      |
| 関西テレビ放送 （近畿広域圏）           | 「たこ焼き」ソース・青海苔 | イラストはベージュ、立体は黄色系 | 2体ペア | コー太＆タ～子                       |
| 山陰中央テレビジョン放送 （島根・鳥取） | 「大国主命（大国様）」     |                                  |         |                                      |
| 岡山放送                                | 「桃太郎」                 |                                  |         |                                      |
| テレビ新広島                            | 「もみじ饅頭」             |                                  |         |                                      |
| テレビ愛媛                              | 「みかん」                 | オレンジ                         | 2体ペア |                                      |
| 高知さんさんテレビ                      | 「よさこい踊り」           | ピンク                           |         |                                      |
| テレビ西日本 （福岡）                   | 「とんこつラーメン」       |                                  |         | 屋台を引っ張っている                 |
| サガテレビ （佐賀）                     | 「熱気球」                 | 水色                             |         |                                      |
| テレビ長崎                              | 「蛇踊り」                 |                                  | 4体     |                                      |
| テレビ熊本                              | 「おてもやん」             |                                  |         |                                      |
| テレビ大分                              | 「温泉（別府）」           |                                  |         | 向かって右サイドに高崎山のニホンザル |
| テレビ宮崎                              | 「サーフィン」             | 日焼け                           |         |                                      |
| 鹿児島テレビ放送                        | 「西郷どん」               |                                  |         | 白い犬を連れている                   |
| 沖縄テレビ放送                          | 「三線とハイビスカス」     |                                  |         |                                      |

※「色」はバボちゃんの色（空欄は通常の白）、「数」はバボちゃんの数（空欄は1体）。

## グッズ販売
バボちゃんのキャラクターグッズも色々と発売されている。
- 色は、白・青・黄色・ピンク・グリーンが存在する。2005年商品として、金色も発売された。
- グッズは、フジテレビで中継される大会の試合会場と、フジテレビの通販サイト フジテレビe!ショップ で販売中。
- フジテレビe!ショップで扱うもの以外にも、モルテン社の各種ボール[31] や、アシックス社のエナメルバッグ（Vabochan）[32]、デサント社のウェア[33] などの、スポーツメーカーの商品もある。
- 2011年ワールドカップバレーボールの試合会場では、スティックバルーン（バルーンスティック）が2つで1セット、300円で販売され、観客の応援用として使われた（先端部にバボちゃんが印刷されており全体のカラーはゴールド）。また、会場にはそれを1本だけ右手に持った、着ぐるみバボちゃんも登場した[34]。
- ディノスでは2011年ワールドカップバレーボール開催期間限定で、「バボちゃんフラワー」を販売する[35]。

## メディアミックス等
- フジテレビバレーボール中継の会場のクレーンカメラには、先端にバボちゃんの小さなぬいぐるみが付けられていることがある[36][37]。
- フジテレビONEでは、「バボChannel（バボちゃんねる）」というタイトルのバレーボール専門番組も放送している。
- 2004年よりTBSとの共同制作で放送されている「オリンピックバレーボール世界最終予選」では、TBSのマスコットキャラクター「BooBo」と共演している。

アニメとのコラボレーション
これらのアニメについては、後年にフジテレビ系列外（独立局など）で再放送されることがあるため、フジテレビ系列外でバボちゃんが登場する場合がある。
- 『週刊少年ジャンプ』連載作品
  - ハイスクール!奇面組 - 1985年ワールドカップで中断する前の第1 - 5話のエンドカードで、奇面組・河川唯・宇留千絵と共演したことがある。
  - NINKU -忍空- - 主人公である風助と目玉が似ていることから、エンド5秒の前半は風助で後半はバボちゃんに変わるバージョンも放送された（1995年ワールドカップが開催されていた時期に限る）。
  - こちら葛飾区亀有公園前派出所 - CM後、眉毛のつながったバボちゃん（いわゆる両津勘吉風）が出たことがある。
- クマのプー太郎 - ゲストとしてセリフ付きで登場したことがある。声優は荒川太朗が担当。
- その他、中継があるとき限定で使用される映像
  - ちびまる子ちゃん - まる子・たまえとバボちゃんが共演するアイキャッチが存在する。
  - サザエさん - 次回予告最後のじゃんけんの時、フグ田サザエがバボちゃんの絵柄がついたエプロンを着用し登場する。